# Ashan Kharjee
Ashan Kharjee (in lingua araba عشان خارجين) è un film del 2016 di Khaled El Halafawy.